# Токо синьогорлий
Токо синьогорлий (Lophoceros fasciatus) — вид птахів родини птахи-носороги (Bucerotidae).

## Поширення
Вид поширений в Західній та Центральній Африці. Живе у вічнозелених низинних лісах і в другорядних лісових ділянках, які знаходяться на їх узліссях. Також трапляється в галерейних лісах і густих лісистих районах, а також колонізує плантації олійної пальми (Elaeis guineensis).

## Опис
Птах завдовжки до 50 см. Вага 250-316 г у самців і 227-260 г у самиці. Верхня частина тіла чорна з яскравими відблисками, а нижня частина повністю біла. Самець номінального підвиду має довгі зовнішні кермові пера білого кольору. Дзьоб світло-жовтий з темно-червоною плямою на кінчику, що продовжується на шоломі та вздовж гострого краю дзьоба, утворюючи лінії. Шкіра орбіти і невелика ділянка оголеної шкіри під горлом темно-сині.

## Підвиди
Включає два підвиди:
- L. f. semifasciatus (Hartlaub, 1855), поширений від Сенегалу до південного заходу Нігерії;
- L. f. fasciatus (Shaw, 1812), поширений від південно-східної Нігерії та південного Чаду до Уганди на сході та північної Анголи та центральної Демократичної Республіки Конго на півдні.